# Cruis'n Exotica
Cruis'n Exotica è un videogioco Simulatore di guida arcade del 1999, seguito del corridore arcade Cruis'n World del 1996 e di Cruis'n USA del 1994. Cruis'n Exotica porta i giocatori a competere nelle tracce più selvagge disseminate per il mondo, e anche su Marte. Il gioco inoltre dispone di molte più auto rispetto a Cruis'n World e Cruis'n USA. Questo gioco mantiene le acrobazie della serie Cruis'n; come nel precedente episodio servono a schivare gli ostacoli, prendere meglio cruve strette eccetera; se l'acrobazia riesce a far volare il veicolo in aria, il giocatore riceve secondi extra che vengono poi scalati dal tempo totale impiegato per tagliare il traguardo. Il gioco utilizza anche dei razzi turbo che possono essere ottenuti nelle piste della modalità Cruis'n Challenge (esclusiva della versione Nintendo 64) chiamate Drag Race eseguendo determinate mosse e vincendo la gara, se ne possono accumulare fino ad un massimo di 20 e possono essere utilizzati in qualsiasi modalità (tranne che nelle piste Drag Race).
Questo titolo è stato successivamente distribuito per Nintendo 64 nel 2000 sotto lo sviluppo della Gratuitous games e per Game Boy Color sotto lo sviluppo della Crawfish games,  la versione Nintendo 64 è uscita nel periodo di crisi della console, di conseguenza il titolo è stato distribuito solo negli Stati Uniti ed in Canada. Successivamente ne è stata pubblicata una versione per Game Boy advance, ribattezzata Cruis'n Velocity ma che contiene le stesse piste e le stesse auto.

## Piste
| Difficoltà | Nome pista | Descrizione |
| Facile     | Hong Kong  | Una stupenda corsa per le strade di Hong Kong, i fuochi d'artificio arricchiscono lo stupendo cielo notturno. La corsa termina all'aeroporto.               |
| Media      | Vegas      | Corsa nella frenetica Las Vegas, suggestivi i punti di riferimento come la cappella dell'amore, i casinò e la statua di Elvis.                              |
| Facile     | Alaska     | Corsa attraverso la costa dell'Alaska, una grotta gelata e le strade montane.                                                                               |
| Facile     | Atlantis   | Il paese sommerso per eccellenza! Non mancheranno squali, balene, tartarughe e polipi!                                                                      |
| Facile     | Korea      | In Corea del Sud le campagne sono stupefacenti, così come le cascate ed i templi sacri.                                                                     |
| Media      | Holland    | In Olanda le cose si complicano leggermente, suggestivi i mulini, i campi fioriti e la città di Amsterdam.                                                  |
| Difficile  | Ireland    | Guida attraverso la città di Dublino e le campagne irlandesi e stupende spiagge.                                                                            |
| Media      | Sahara     | La corsa non si svolge unicamente nel deserto, si potranno notare diversi edifici e molte costruzioni tipiche dell'Africa.                                  |
| Media      | India      | La pista è piena di templi ed edifici molto suggestivi, gli elefanti e le mucche sacre non mancheranno.                                                     |
| Media      | Amazon     | Si svolge nel polmone verde del pianeta, è un luogo incontaminato dove sarà possibile persino fare inattesi incontri!                                       |
| Difficile  | Tibet      | La corsa si svolge in un bellissimo luogo asiatico, con tanto di volatili molto maleducati e di templi buddisti.                                            |
| Difficile  | Mars       | La corsa inizia nelle aride strade di Marte, prosegue all'interno di un tunnel con tecnologia palesemente aliena e termina con spettacolari effetti visivi. |

## Auto
La versione arcade presentava nomi autentici in licenza delle vetture disponibili, nella versione Nintendo 64 possiedono nomi di fantasia, alcune sono anche state parzialmente o interamente ridisegnate, nella versione Nintendo 64 Le auto disponibili all'inizio del gioco sono 12, quelle sbloccabili sono 16 per un totale di 28 vetture, nella versione arcade sono presenti ulteriori 4 auto, nella versione Game boy color l'aspetto di tutte le auto è più fedele alla versione arcade, sono inoltre presenti le 4 vetture mancanti.
Vetture selezionabili
- Corvette (Invader)
- Plymouth Prowler (G-Ride)
- Dodge Viper (Mach4)
- Wrangler (MudBuggy)
- Hummer (WarWaggon)
- 1959 Cadillac Series 62 (Bad Mobile)
- Chevrolet El Camino (Skidmarks)
- Ford Crown (On The Job)
- Chevrolet Caprice Taxi cab (Longhaul)
- Dodge Ram (RuggedRide)
- Forklift (Heavyliftin')
- Rust Bucket (Hunk' a Junk)
- McLaren F1 (Formula 2)
- F1 Formula Racer (Whiplash)
- Trippy (Hippyhauler)
- Chevrolet Panel Van (Piewaggon)
- Ford Model T (Jalopie)
- 1987 GM Sunraycer (Sundowner)
- Road King (Wideload)
- Ford Woody (Surfin')
- Racer Custom (Rail)
- Austin Mini (Box Car) (lil' Lightnin')
- Cadillac Funeral Coach (Cooler)
- Mercury Eight (Scrapin' By)
- Jetcar 2000 (Vapor)
- Spirit Of America (Rocket)
- Apollo (Glide)
- Ford Mustang Cobra (Arcade)
- Muscle (Arcade)
- Funky (Arcade)
- Zephyr (Arcade)
- Plymouth Prowler (Arcade very different)

## Personaggi
- Martian
- Swimmer
- Girl
- Baby
- Clown
- Cowboy
- Cop (Arcade)
- Douche (Arcade)
- Hippie (Arcade)
- Wolf (Arcade)

## Sviluppo
Lo sviluppo della versione Nintendo 64 durò unicamente 8 mesi, scelta che ha subito parecchie critiche e che forse spiega il perché tre musiche di sottofondo non siano presenti e perché nella pista India siano stati tralasciati molti particolari; è persino presente un bug che porta il giocatore a sbattere contro un ostacolo invisibile nella suddetta pista.

## Modalità della versione Nintendo 64
Cruis'n Challenge: La novità introdotta col porting per il Nintendo 64. Sono le stesse 12 piste ma riarrangiate per rendere appetibile il gioco a chi lo avesse già provato in sala giochi, trattasi però solo di rimontaggi alla rinfusa di quanto già visto, per ogni pista originale sono esistenti 4 variazioni, di cui la terza è una circuit track, ovvero un adattamento della pista per adeguarla al sistema dei 3 giri, la quarta infine è una Drag Race, che richiede sia di tagliare il traguardo in prima posizione che di eseguire (tramite i tasti Control, ovvero quelli gialli) le mosse richieste da un filmato di esempio; a seconda della pista scelta si possono ricevere da 1 a 8 unità di razzi nitro, che potranno essere usate in qualsiasi modalità (tranne che nella Drag Race) e che possono essere accumulate fino ad un massimo di 20.
- Cruis'n Freestyle: Sono le stesse piste viste nell'originale arcade, che possono essere scelte a piacere.

- Cruis'n Exotica: La modalità arcade Crociera nell'Exotica; La gara inizia in Korea e termina su Marte.

- Cruis'n Option: Le opzioni del gioco, nella sezione audio curiosamente è possibile sentire il suono dell'inserimento della moneta originario della versione arcade e quello degli animali quando vengono colpiti.

## Differenze tra versione arcade e versione Nintendo 64
- Nella versione arcade, all'inizio della gara, una ragazza appare sullo schermo a sinistra, agita una bandiera a scacchi ed esclama: "READY...SET...GO!!" per poi andarsene dallo schermo, mentre alla fine della pista compare una folla casuale di persone che varia da una squadra di uomini muscolosi ad una di ragazze in bikini intente ad eseguire balletti, inoltre (a patto che si tagli il traguardo in prima posizione) una ragazza in costume e con un trofeo in mano esegue una danza per premiare il giocatore. Nella versione Nintendo 64 è presente unicamente la ragazza della vittoria e non alla fine della pista, ma successivamente nel menu dei risultati, appare inoltre rimpicciolita a sinistra e con una copia della stessa specchiata e sulla destra.
- Nella versione arcade, gli animali esplodono in pezzettini di carne quando il giocatore li colpisce, mentre nella versione Nintendo 64 sono oltre il bordo della pista in modo che il giocatore non possa colpirli, probabilmente per il fatto che il gioco su tale piattaforma è stato adattato in modo da poter essere giocato anche dai bambini, (anche se l'originale arcade era indirizzato ad un pubblico di età superiore), inoltre non tutti gli animali sono comunque presenti, c'è anche da dire che immagini della beta del gioco mostrano le mucche in Irlanda all'interno della pista e che quindi inizialmente questa censura non fosse stata prevista dalla Gratuitous games e che quindi la routine GIB sia presente all'interno del gioco anche se nascosta, era inoltre presente un alieno su Marte, che se investito volava via, ulteriore elemento eliminato.
- Come visto nei precedenti 2 capitoli dopo aver completato l'intero circuito Exotica si assisterà ad un discorso da parte di Clinton nella sua piscina in compagnia della moglie e di un'altra ragazza, sembra che la sequenza si svolga in una stazione spaziale, la piscina è circondata dalle mucche viste nella pista "Ireland", nel Nintendo 64 si assiste ad una danza delle 2 Winning girl con gli stemmi raffiguranti le piste che roteano in cerchio, intorno alla vettura utilizzata per l'intera modalità.
- Nella versione arcade, alcuni annunci vocali erano presenti in alcune piste e facevano alcune osservazioni sulle peculiarità delle stesse. Nella versione Nintendo 64 esattamente come per il precedente Cruis'n World sono stati rimossi, 4 di essi si possono comunque sentire durante la selezione della pista, in quanto è stata aggiunta una nuova funzionalità che commenta anche la pista che viene scelta.
- La pista India non è stata ricreata in modo fedele all'originale nella versione Nintendo 64, gli elefanti sulle colonne muovono la proboscide e si alzano su 2 zampe nella versione arcade, mentre in quella del Nintendo 64 rimangono fermi, i versi sono tuttavia presenti, eliminato il passaggio di un treno su una rotaia (che comunque non interferiva in nessun modo con la corsa) con annesso suono, eliminata anche un'oasi in cui erano presenti 2 elefanti, uno che defecava addosso al giocatore (con una routine molto simile a quella della zanzara che si spiaccica addosso al giocatore in Alaska e degli pterodattili che a loro volta defecano addosso al giocatore) ed uno che era molto simile a quello visto in Cruis'n World e che quindi, con tutta probabilità poteva essere colpito, inoltre durante la pista erano presenti 2 autobus, uno è stato spostato, mentre l'altro (più dettagliato) è stato eliminato e mentre nel finale erano presenti sei colonne con gli stessi elefanti visti all'inizio della pista queste sono state ridotte a 2 colonne e sono state spostate prima dell'entrata al palazzo imperiale, inoltre la OST di sottofondo della pista, chiamata "Mad World" non è presente all'interno della versione Nintendo 64.
- Su Marte nella versione arcade compariva sulla sinistra una funivia con una navetta aliena che veniva trasportata all'interno di una misteriosa galleria, questo dettaglio non è presente nella pista "Mars" ufficiale della Cruis'n Exotica Mode e della Freestyle Mode della versione Nintendo 64, ma è presente nel riarrangiamento della modalità Cruis'n Challenge.
- Ad Hong Kong oltre agli effetti secondari rimossi (come le luci intermittenti dei cartelli di segnalazione stradale e le differenti disposizioni degli aeroplani all'aeroporto) nella zona aeroportuale sono stati rimossi vari camioncini che potevano essere colpiti.
- La versione Nintendo 64 permette di cimentarsi in una modalità extra chiamata Cruis'n Challenge, di salvare i progressi del gioco nella cartuccia e di guadagnarsi delle scorte di razzi turbo per essere utilizzate a discrezione del giocatore in qualsiasi modalità (persino nella Cruis'n Exotica mode). La versione Nintendo 64 inoltre permette il gioco multiplayer (da 2 a 4 giocatori) dividendo lo schermo, mentre invece nelle sale giochi questo non era necessario in quanto venivano connessi insieme più cabinati.
- La versione Nintendo 64 è compatibile con il rumble pack, mentre la leva analogica svolge la funzione del manubrio della versione da sala giochi, come per la versione Nintendo 64 di Cruis'n USA è inoltre possibile utilizzare i tasti direzionali del joypad Nintendo 64.
- Le OST del gioco nella versione arcade sono come sempre prestabilite per ogni pista, nella versione Nintendo 64 sono invece casuali; nella versione Nintendo 64 sono state eliminate 3 OST: "Mad World" (originariamente utilizzata nelle piste "Vegas" e "India"), "Rio Rider" (originariamente utilizzata nella pista "Amazon") e la OST "Silk Piston" della pista "Ireland". È stata al loro posto aggiunta una versione abbreviata della OST "Islander" proveniente da Cruis'n World e rinominata Caribbean.
- La versione Nintendo 64 salva i progressi nella memoria EEPROM della cartuccia, sono disponibili 8 blocchi di salvataggio e ad ognuno viene perennemente associato un giocatore, a meno che il blocco non venga eliminato, mentre la versione arcade utilizza un sistema di password che vengono immesse tramite un tastierino numerico.
- Nella versione arcade sono presenti 10 personaggi che guidano delle automobili precise (a meno che con un trucco non vengano sostituiti) mentre nella versione Nintendo 64 i personaggi sono solo 6 e possono essere selezionati facilmente per guidare qualsiasi vettura. Le voci dei personaggi mancanti sono comunque presenti all'interno della rom.
- Nella versione arcade la crociera nell'Exotica inizia ad Hong Kong e non in Korea come nella versione Nintendo 64, anche le successive non sembrano tener conto dell'originale ordine della versione arcade.
- Molti effetti secondari (come la neve prima di entrare nella grotta in Alaska, l'illuminazione delle fiaccole nella grotta dell'Amazzonia, le meteore, la nebulosa ed un cielo elettronico su Marte, diversi colori per le feci degli uccelli in Tibet ed i diversi colori dei fiori in Olanda ed alcuni movimenti di elementi tridimensionali, come i cartelli girevoli ad Hong Kong) sono stati rimossi nella versione Nintendo 64.
- Era presente un video introduttivo nella versione arcade, nella versione Nintendo 64 non è stato inserito.
- Nella versione arcade comparivano alcuni suoni in specifici punti di una specifica pista (come le campane al passaggio a livello in Olanda o il verso delle mucche in Irlanda) che non sono stati mantenuti nella versione Nintendo 64.

## Accoglienza
Cory D. Lewis di IGN recensì la versione per Nintendo 64 e affermò che questa presentava un gameplay quasi identico ai suoi predecessori, sostenendo "che ciò porta a un certo destino per questo ultimo titolo. Ancora una volta troviamo solo alcuni piccoli tocchi in più per aiutare a differenziare questo sequel come qualcosa di 'nuovo' per i giocatori". Lewis ha scritto che il gioco sarebbe diventato noioso "a meno che tu non sia estremamente giovane o facilmente impressionabile". Lewis ha elogiato il framerate ma ne ha criticato la grafica, scrivendo: "Yuck. Yuck, yuck, yuck. Abbiamo una parola per descrivere queste immagini e l'hai appena ascoltata quattro volte di seguito". Lewis ha apprezzato la colonna sonora, ma ha criticato i suoi effetti sonori e ha paragonato il gioco ad altri titoli di corse Midway come Stunt Racer 64 e San Francisco Rush 2049: "Tranne che per ciò che ciascuno di questi giochi fa bene, Exotica lo fa semplicemente tutto il contrario e delude veramente al confronto».

## Curiosità
- Nella corsa di Las Vegas, quando si passa sotto la statua di Elvis, questa assomiglia un po' al cavallo di battaglia della Nintendo del 1981 Donkey Kong in un vestito di Elvis. Si può anche sentire (unicamente nella versione arcade), per qualche secondo, la colonna sonora di Donkey Kong riarrangiata con una chitarra nello stile di Elvis.
- Michael Jackson possedeva la versione arcade di questo gioco (Numero seriale 44372405623). Fu venduto all'asta ufficiale di Michael Jackson Auction il 24 aprile 2009.
- Dalle immagini della beta del Nintendo 64 è possibile notare come inizialmente non fosse prevista la censura sugli animali vicini alla strada e come esistesse una vettura con una piscina sul retro, in cui erano presenti due ragazze in bikini; era inoltre presente una di quelle vetture che nel passaggio da arcade a Nintendo 64 sono state eliminate.